# Murrindindi Shire
Koordinaten: 37° 12′ S, 145° 43′ O

Murrindindi Shire ist ein lokales Verwaltungsgebiet (LGA) im australischen Bundesstaat Victoria. Das Gebiet ist 3879,8 km² groß und hat etwa 13.700 Einwohner.
Murrindindi grenzt im Süden an die Hauptstadt Melbourne und schließt folgende Ortschaften ein: Acheron, Alexandra, Buxton, Eildon, Flowerdale, Glenburn, Highlands, Kinglake, Lake Eildon, Lake Mountain, Marysville, Narbethong, Rubicon, Strath Creek, Taggerty, Thornton, Toolangi, Yea und Yarck. Der Sitz des City Councils befindet sich in der etwa 2400 Einwohner zählenden Stadt Alexandra im Nordwesten der LGA.
Neben dem Tourismus ist die Land- und Forstwirtschaft die Hauptindustrie der Region. Murrindindi ist bekannt für seine Forellen und die Fischfarmen am Goulburn River und am Lake Eildon liefern 83 % aller Zuchtforellen Australiens. In der Gegend von Kinglake im Süden befindet sich zudem eine bekannte, 25 Hektar große Himbeerplantage.
Der Lake Eildon, das zweitgrößte Wasserreservoir Victorias mit einer Fläche von 13.840 ha und fast 500 km langer Küste, der die Ostgrenze des Shires bildet, ist eine Hauptattraktion für Wassersportler. Der heutige Ort Eildon entstand Anfang der 1950er Jahre aus einer Arbeitersiedlung, als der Stausee auf seine heutige Größe erweitert wurde.
Im Jahr 2009 zogen verheerende Buschfeuer durch das Shire, durch die Kinglake völlig und Marysville zum größten Teil zerstört wurden.

## Verwaltung
Der Murrindindi Shire Council hat sechs Mitglieder, die von den Bewohnern der sechs Ridings gewählt werden. Diese sechs Bezirke sind King Parrot, Cheviot, Dennis, Koriella, Red Gate und Cathedral. Aus dem Kreis der Councillor rekrutiert sich auch der Mayor (Bürgermeister) des Councils.